# Faixa (heráldica)

Um brasão com a faixa representada em vermelho.

Em heráldica, uma faixa é uma peça em um brasão de armas que tem a forma de uma banda horizontal e centralizada em todo o escudo..